# Stromatium unicolor
Stromatium unicolor là một loài bọ cánh cứng trong họ Cerambycidae.

## Hình ảnh

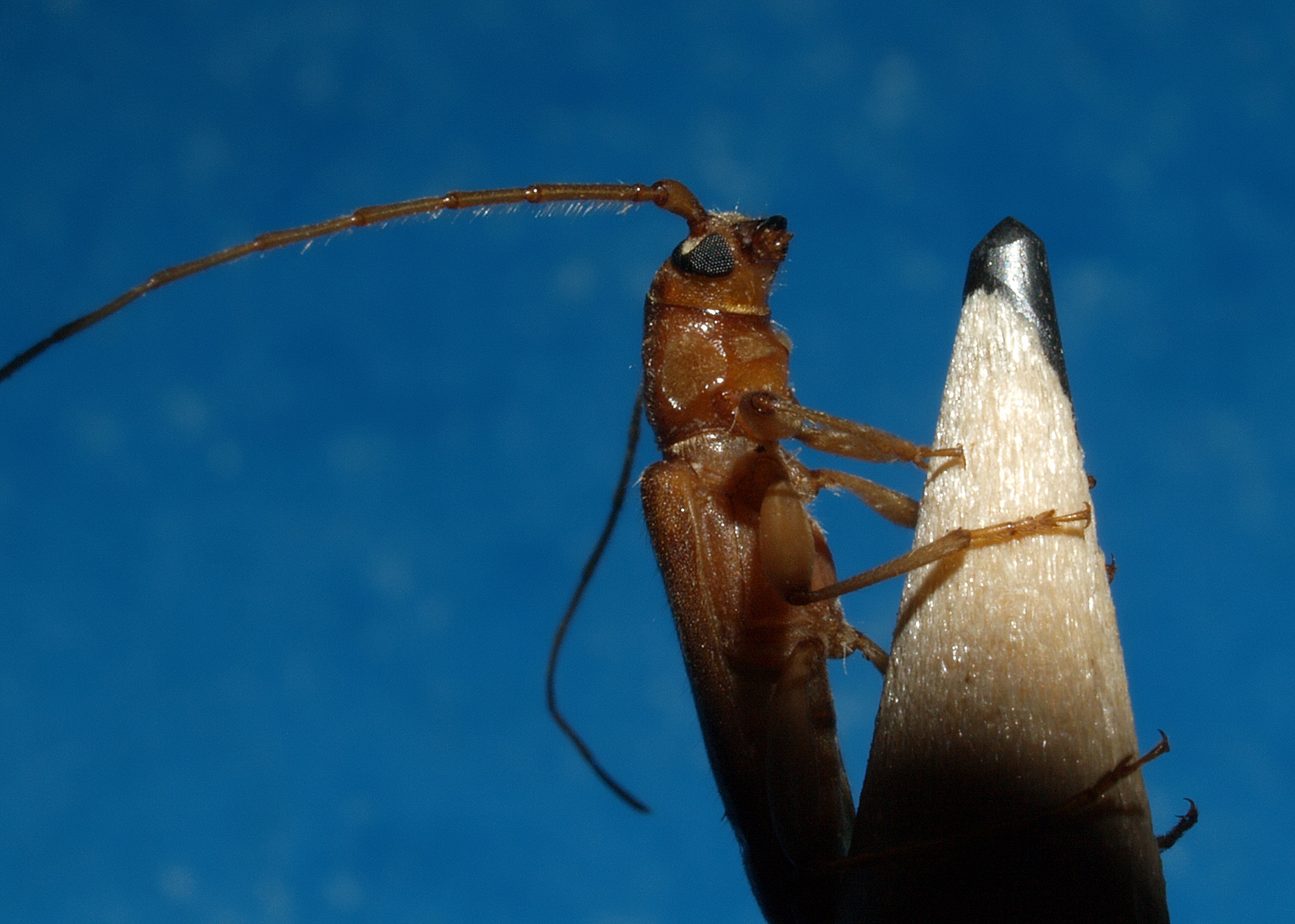
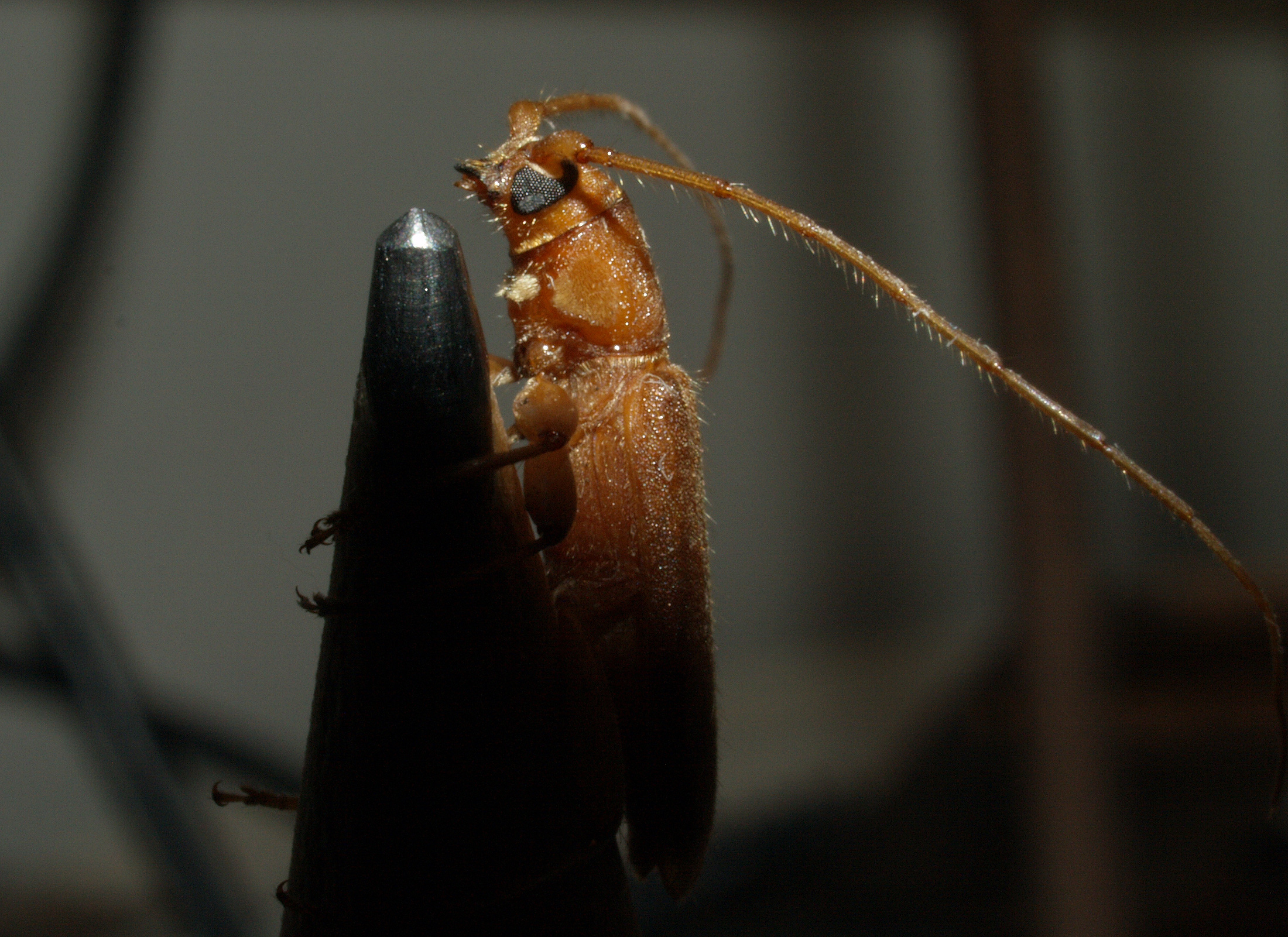
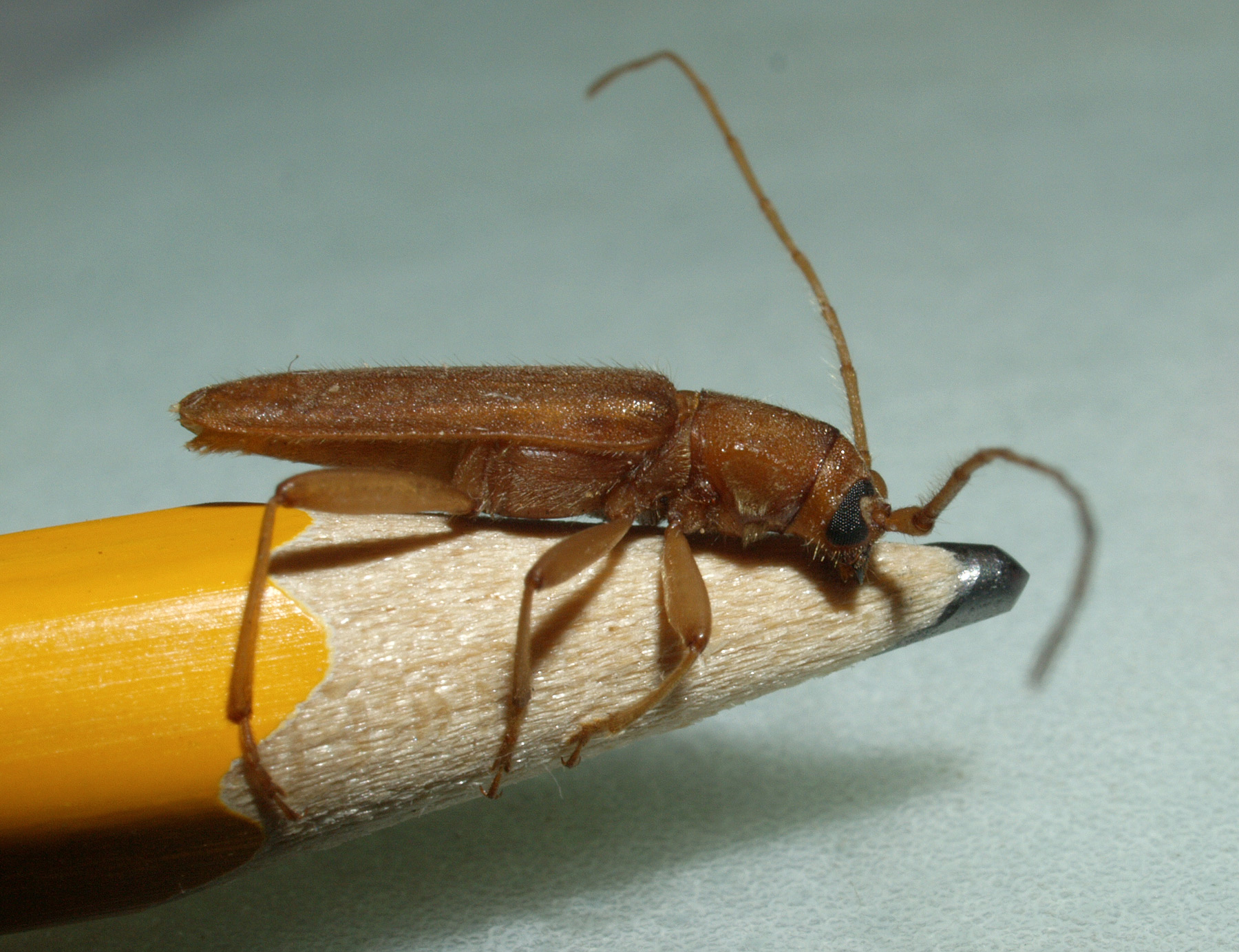
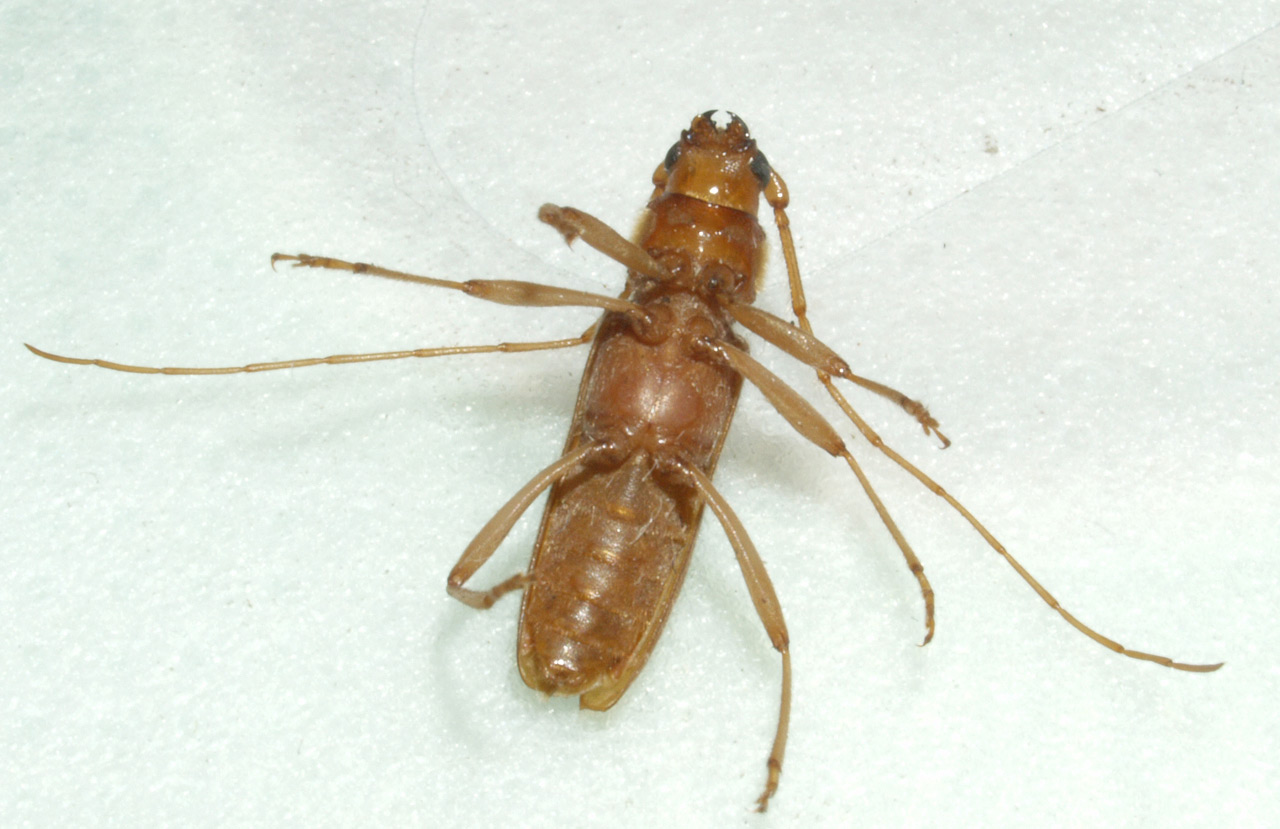